# Xã La Moille, Quận Bureau, Illinois
Xã La Moille (tiếng Anh: La Moille Township) là một xã thuộc quận Bureau, tiểu bang Illinois, Hoa Kỳ. Năm 2010, dân số của xã này là 1.122 người.